# Nynne Bugat
Nynne Bugat (* 1983 in Gentofte) ist eine dänische Schauspielerin.

## Leben
Nynne Bugat wirkte in verschiedenen Werbespots im dänischen Fernsehen mit. In Deutschland ist sie aus der ZDF-Serie Der Landarzt bekannt, in der sie von 2001 bis 2008 die Rolle des Aupairmädchen Gitte Sørensen verkörperte. Später war Bugat zeitweise als Immobilienmaklerin tätig. 

## Filmografie
- 2001–2008: Der Landarzt (TV-Serie)
- 2003: Kammesjukker
- 2022: Borgen – Gefährliche Seilschaften (TV-Serie, 1 Folge)